# Kate's Cottage

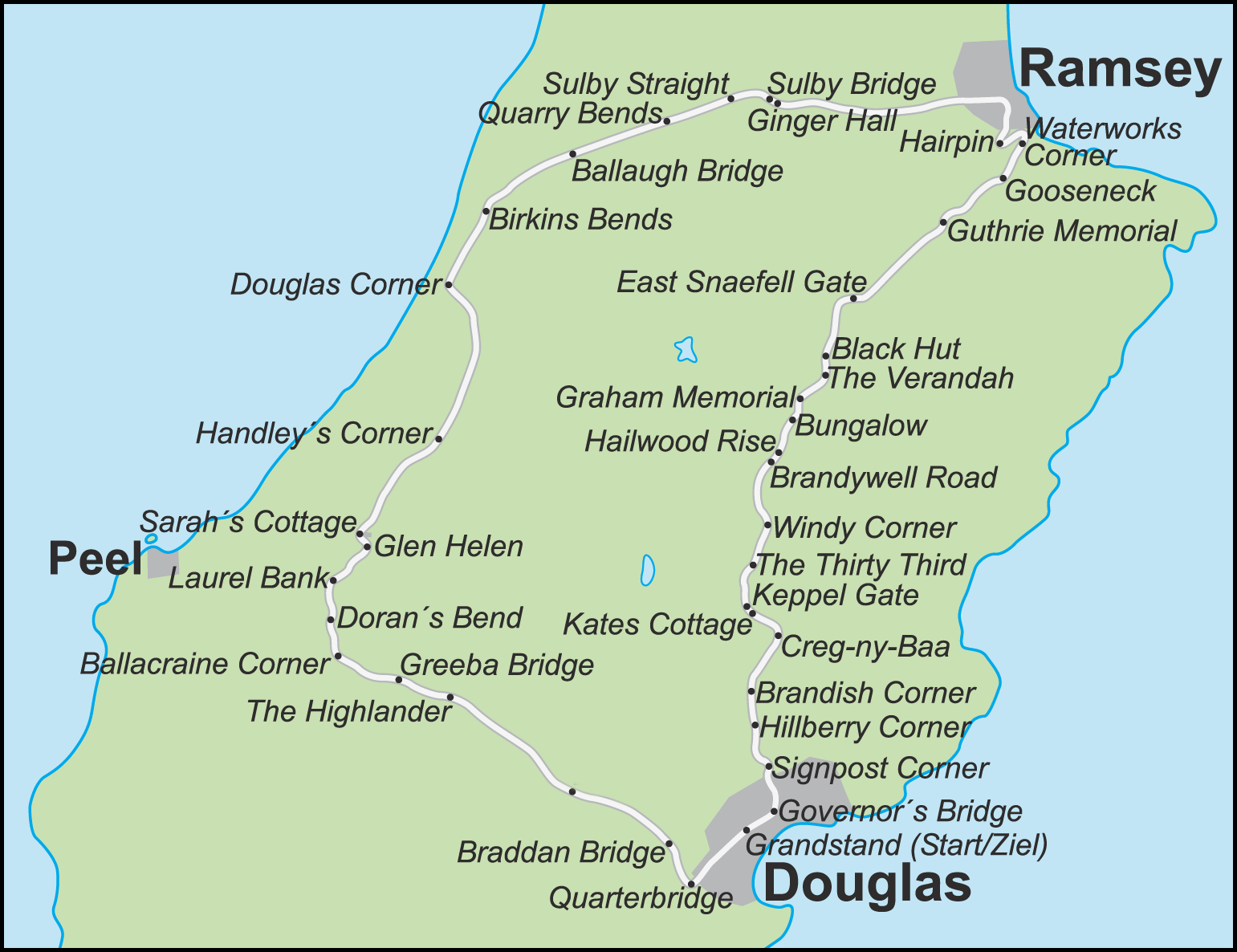
Kate's Cottage en Keppel Gate liggen langs het oostelijk deel van het circuit tussen "The Thirty Third" (33e mijlpaal) en Creg-ny-Baa

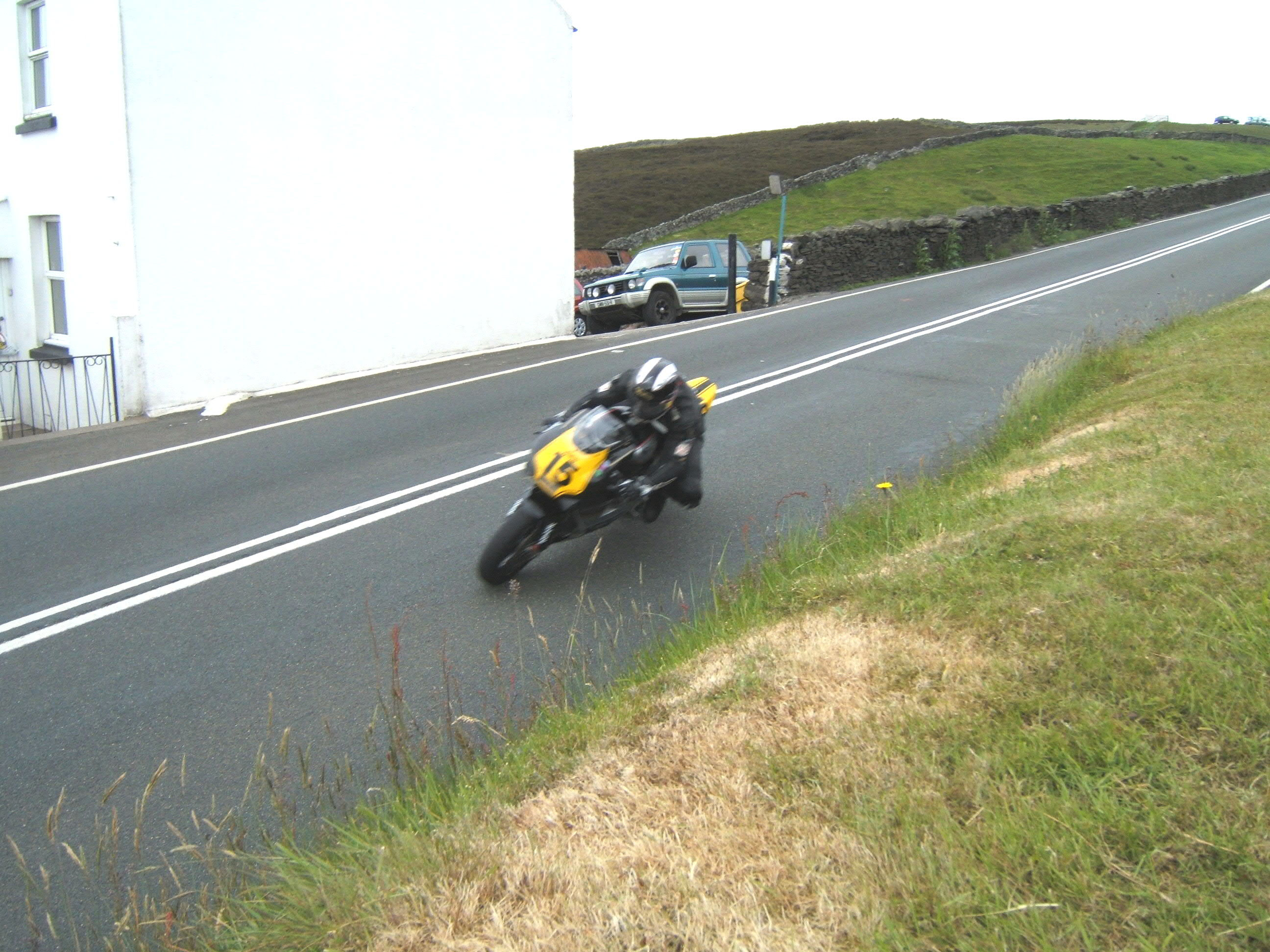
Michael Dunlop passeert Kate's Cottage in 2009

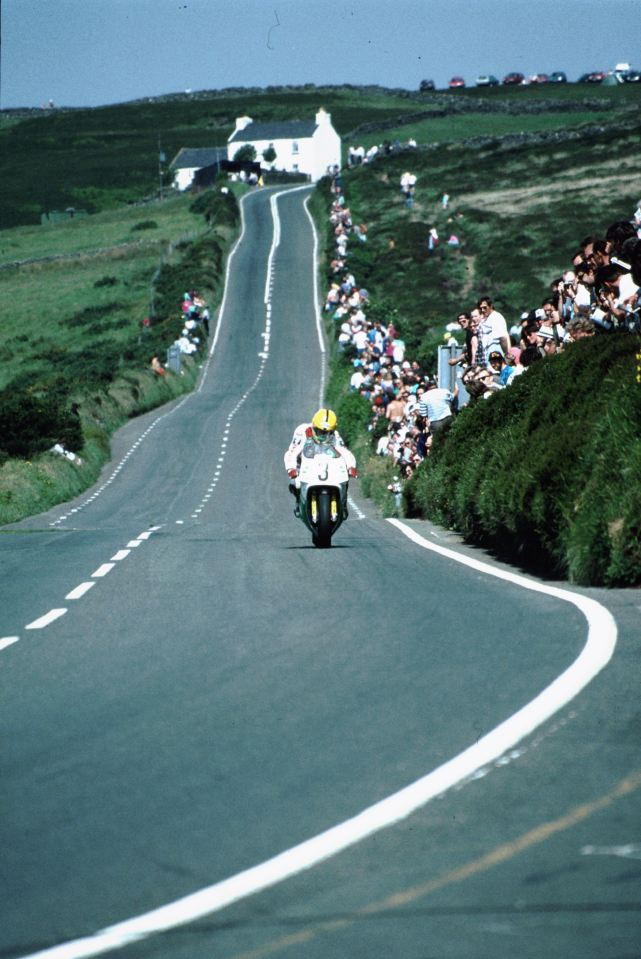
Kate's Cottage op de achtergrond, Joey Dunlop op de voorgrond, gezien vanuit Creg-ny-Baa

Kate's Cottage (vroeger: The Keppel, Shepherd's House en Tate's Cottage) is een markant punt langs de A18 Mountain Road nabij de civil parish Onchan op het eiland Man, ongeveer 300 meter van het punt dat tegenwoordig als "Keppel Gate" wordt aangeduid.

## Naamgeving

### The Keppel en Shepherd's House
Het woord "Keppel" of "Kippal" stamt waarschijnlijk van het Scandinavische woord "Kappafjall" (Berg van de Kampioen of Berg van de Held). De naam heeft waarschijnlijk betrekking op de nabijgelegen heuvels Slieau Meayll of Slieau Ree. Kanunnik Ernest Stenning dacht dat de naam "gate" helemaal niets met een poort te maken had, maar dat het een verbastering was van het Scandinavische kapl gata of kapalla gatta, dat "weg naar de top" of "paardenweg" betekende. Hij twijfelde zelf echter en ook hij kwam met de uitleg van Berg van de kampioen of Berg van de Held. Er was nu eenmaal een poort (gate) die aan de cottage "The Keppel" gebouwd was. Shepherd's House werd door de lokale bevolking gebruikt om het huis nader aan te duiden, omdat "The Keppel" ook de naam van de omgeving was. De naam refereert aan de schapenboeren die hier woonden. Behalve de familie Tate was er al in het begin van de 20e eeuw een familie MacLaren. Dat blijkt uit de annalen van de Isle of Man Highway Board. Daar klaagde in 1911 een zekere "Mr. MacLaren of Kepple Gate" over het feit dat passanten zijn schaapspoort open lieten staan.

### Tate's Cottage en Kate's Cottage
De naam "Kate's Cottage" is volgens Jim Tate, een neef van de vroegere eigenaar van de cottage, het gevolg van een misverstand. Zijn oom, George Rhodes Tate, bewoonde het huis dat "the Keppel" werd genoemd en Jim ging als kleine jongen vaak de 300 meter verder gelegen schaapspoort openen en sluiten voor passerende auto's en rijtuigen, in de hoop op een kleine fooi. Toen George Rhodes ("Rhody") aan het einde van de jaren twintig met zijn vrouw Gladys in de cottage was gaan wonen werd hij schapenboer. De familie Tate was altijd nauw betrokken bij de TT races, waar ze ontbijten en lichte maaltijden verzorgden voor de toeschouwers en marshals. Door buitenstaanders werd het huis weleens "Tate's Cottage" genoemd, maar voor lokale mensen bleef het altijd "the Keppel" of "Shepherd's House". De naam veranderde toen een BBC reporter die bij Cronk-ny-Mona zat zich vergiste en het "Kate's Cottage" noemde. Toen stond deze naam voor alle Britse luisteraars vast...
Keppel Gate is in 1922 verplaatst. Foto's uit 1910 tonen de schaapspoort vast aan de cottage. Daar was een natuurlijke versmalling omdat het huis tegenover een hoog talud lag. Foto's uit de jaren twintig tonen een schaapspoort bij Kate's Cottage én bij Keppel Gate en beide bochten werden toen "Keppel Gate" genoemd.

## Isle of Man TT en Manx Grand Prix
De A18 maakte over zijn volle lengte deel uit van de Snaefell Mountain Course, het circuit waarop de Isle of Man TT en de Manx Grand Prix worden verreden. Kate's Cottage maakte ook al deel uit van de Highroads Course en de Four Inch Course, waarop tussen 1904 en 1911 de Gordon Bennett Trial en de Tourist Trophy voor auto's werden verreden. De verschillende eigenaren voorzagen, ook toen het publiek slechts beperkt werd toegelaten, in elk geval de marshals van een natje en een droogje. John en Marie Webber, die in de jaren zestig elk voorjaar overkwamen van het Britse hoofdeiland om als marshal te werken, kregen altijd een plaats op de Mountain Section toegewezen, maar stonden het liefst bij Kate's Cottage, want daar werden ze voorzien van een uitgebreide lunch in de garage, "tablecloth, china and all" (tafellaken, porseleinen servies en alles). De familie Tate was toen geen eigenaar meer van de cottage, die inmiddels werd bewoond door een gepensioneerde hoofdzuster van Nobles Hospital.

### Circuitverloop
| De Snaefell Mountain Course eist jaarlijks levens van coureurs. Zij praten daar zelden over en staan er waarschijnlijk ook niet graag bij stil. In een interview met Chris Moss zei Ian Hutchinson, die acht TT-races won over de bocht bij Kate's Cottage: "Als je richting de Creg draait in de laatste ronde van de laatste race op vrijdag is het een opluchting om de zee te zien en te weten dat je daarover naar huis gaat." |

Toen de oorspronkelijke Keppel Gate nog aan het huis vast zat, was de doorgang erg smal. De schaapspoort wordt omschreven als een "single farm-gate", slechts enkele meters breed. De poort stond dwars over de weg en kon weliswaar geopend worden, maar ongeveer een meter werd ook nog in beslag genomen door de voetgangerspoort, die niet kon worden weggehaald. Een verslaggever schreef in 1914:"De poort bij de Keppel is een verschrikkelijke plaats en ik wil nooit meer een coureur de bocht zo snel zien nemen als Alfie Alexander. Hij reed verschrikkelijk snel, veel sneller dan ieder ander". Een coureur omschreef de doorgang bij Kate's als "een gat in de heg". In 1921 klaagden coureurs dat de onderliggende rotsgrond tevoorschijn begon te komen. De Highway Board beloofde het probleem op te lossen met behulp van "blasting". Onbekend is of men daar explosieven mee bedoelde of een vroege vorm van zandstralen. In de jaren dertig werd de bocht met ongeveer 150 km/h genomen, de hele weg gebruikend, inclusief de goten, maar in de jaren vijftig ging dat niet meer. Om te beginnen konden de zijkanten niet gebruikt worden omdat daar publiek zat, op het talud met de voeten op de weg. Geoff Duke, die zijn ronden op de Mountain Course van punt tot punt beschreef, zei over Kate's Cottage dat hij daar 185 km/h reed, maar niet meer dan 30 cm over de wegas ging omdat hij anders door de verkanting naar de berm werd gedwongen. Tegenwoordig is de weg verbeterd en het publiek mag er niet meer komen, waardoor de coureurs de hele weg kunnen gebruiken.

### 34e mijlpaal
Meteen na de bocht bij Kate's Cottage passeren de coureurs de 34e mijlpaal van de Mountain Course. De weg loopt hier ietwat golvend maar toch vrij steil naar beneden richting Creg-ny-Baa. Daardoor worden de snelheden erg hoog en tot toerentellers in de jaren dertig in zwang kwamen joegen de coureurs hun motoren hier soms over de toeren. Toen ze wel toerentellers kregen schatten de meeste coureurs dat dit het snelste deel van het hele circuit was. Tegenwoordig is dat niet meer zo omdat de motoren zo sterk zijn dat ze op Sulby Straight sneller gaan.

## Voorvallen bij Kate's Cottage
- 1970: De Engelsman Les Iles verongelukte tijdens de training van de Lightweight 125 cc TT met een 125 cc Bultaco.
- 2010: De zijspancombinatie van Nigel Mayers en Joseph Shardlow crashte bij Kate's Cottage tijdens de avondtraining op donderdag en Shardlow werd met een helikopter afgevoerd naar Nobles Hospital.

(Markante punten in cursief zijn onofficiële punten of worden alleen gebruikt binnen Marshal Sectors)
1e mijl:
TT Grandstand ·
Nobles Park ·
St Ninian's Crossroads ·
Bray Hill ·
Ago's Leap ·
Quarterbridge Road ·
1st Milestone ·
2e mijl:
Wal Handley Memorial Seat ·
Quarterbridge ·
Port-y-Chee Meadow ·
Braddan Bridge ·
Jubilee Oak ·
Braddan Bridge House ·
Braddan Depot ·
Snugborough (Cronk Dhoo) ·
2nd Milestone ·
3e mijl:
Union Mills (Mullen Dhoo, Mwyllin Dhoo Aah, Mullin Doway) ·
Railway Inn ·
Ballahutchin Hill (Elm Bank Hill) ·
3rd Milestone ·
4e mijl:
Ballafreer ·
Glenlough ·
Ballagarey Corner ·
Glen Vine (Glen Darragh) ·
Ballabeg ·
4th Milestone ·
5e mijl:
Crosby ·
Crosby Left (Vicarage Corner) ·
Crosby Cross-Roads ·
5th Milestone ·
6e mijl:
Crosby Hill (Ballaglonney Hill of Halfway Hill) ·
Halfway House (The Waggon & Horses) ·
St Trinian's ·
The Highlander ·
Greeba Verandah ·
Pear Tree Cottage ·
Greeba Castle ·
6th Milestone ·
7e mijl:
Appledene (Shimmin's Corner) ·
Central Valley (Greeba Gap) ·
Greeba Bridge ·
The Hawthorn ·
Knock Breck ·
Gorse Lea ·
7th Milestone ·
8e mijl:
Ballagarraghyn ·
Ballacraine ·
Ballaspur ·
Ballig ·
8th Milestone ·
9e mijl:
Ballig Bridge ·
Doran's Bend ·
Laurel Bank ·
9th Milestone ·
10e mijl
Glen Moar Mill ·
Black Dub ·
Quarter-Distance Marker ·
The Vaish ·
Glen Helen (Glen Rhenass) ·
Sarah's Cottage ·
Creg Willey's Hill ·
10th Milestone ·
11e mijl:
Lambfell Beg ·
Lambfell (Moar) Cottage ·
Cronk-y-Voddy (Cronk-y-Voddy Straight) ·
Cronk-y-Voddy Cross Roads ·
Molyneux's ·
Cronk Bane Farm ·
11th Milestone ·
12e mijl:
Drinkwater's Bend ·
Handley's Corner (Cronk-y-Fedjag, Ballamenagh) ·
12th Milestone ·
13e mijl:
McGuinness's (Shoughlaigue Bridge) ·
Ballaskyr ·
Barregarrow Cross Roads (Cronk Aashen) ·
Barregarrow ·
Little Bray ·
Barregarrow Bottom ·
Cammal Farm ·
Cronk Urleigh ·
13th Milestone ·
14e mijl:
Ballalonna Bridge ·
Westwood Corner ·
Ballakinnag ·
14th Milestone ·
15e mijl:
Douglas Road Corner ·
Glen Wyllin Corner ·
The Mitre ·
Dave Saville Memorial Seat ·
Kirk Michael ·
The White House ·
15th Milestone ·
16e mijl:
Birkin's Bend ·
Rhencullen ·
Bishopscourt ·
Bishopscourt Farm Bends ·
Bishopscourt Straight ·
Orrisdale North ·
16th Milestone ·
17e mijl:
Dub Cottage (Bishop's Dub) ·
Alpine Cottage ·
Balla Cobb ·
17th Milestone ·
18e mijl:
Ballaugh Bridge ·
Ballaugh ·
Gwen's ·
Ballacrye Corner ·
Ballacrye ·
18th Milestone ·
19e mijl:
Quarry Bends ·
Ballavolley ·
Wildlife Park ·
Sulby Straight ·
Half-distance Marker ·
19th Milestone ·
20e mijl:
Sulby ·
Sulby Glen Hotel ·
Sulby Crossroads ·
Sulby Bridge ·
20th Milestone ·
21e mijl:
Ginger Hall ·
Kerrowmoar ·
21st Milestone ·
22e mijl:
Glen Duff ·
Glentramman ·
Temple Corner (Water Through Corner) ·
Glentramman Loop Road ·
Churchtown ·
Caravan ·
22nd Milestone ·
23e mijl:
Lezayre War Memorial ·
Ballakillingan ·
Conker Fields ·
K-tree ·
Sky Hill ·
Milntown Cottage (Pinfold Cottage) ·
Milntown Bridge (Glen Auldyn Bridge) ·
Milntown ·
Gardener's Lane ·
23rd Milestone ·
24e mijl:
Lezayre Road ·
School House Corner (Crossags, Russel's Corner) ·
Parliament Square ·
Queen's Pier Road ·
Ramsey Depot ·
Cruickshanks Corner ·
May Hill ·
24th Milestone ·
25e mijl:
Whitegates ·
Stella Maris ·
Ramsey Hairpin ·
Little Gooseneck ·
Water Works Corner ·
Ballure Reservoir ·
Mountain Section ·
Tower Bends ·
25th Milestone ·
26e mijl:
Gooseneck ·
Joey's (26th Milestone) ·
27e mijl:
Guthrie's Memorial ·
The Cutting ·
27th Milestone ·
28e mijl:
Milligan's Bridge ·
Mountain Mile ·
28th Milestone ·
29e mijl:
Three-Quarter distance marker ·
Mountain Box (East Mountain Gate, East Snaefell Gate) ·
29th Milestone ·
30e mijl:
Casey's (Rice's Corner, George's Folly) ·
Black Hut (Stonebreakers Hut, Shepherd's Hut) ·
John Smyth Memorial Shelter ·
Verandah ·
30th Milestone ·
31e mijl:
Bungalow Bridge ·
Stonebridge ·
Les Graham Memorial ·
Bungalow Bends ·
McIntyre Box ·
Murray's Museum ·
Joey Dunlop Memorial ·
The Bungalow ·
31st Milestone ·
32e mijl:
Hailwood's Rise ·
Hailwood's Height ·
Brandywell (West Mountain Gate, Beinn-y-Phott Gate, Bungalow Gate) ·
Duke's (32nd Milestone) ·
33e mijl:
Windy Corner (Nobles Corner) ·
Nobles Park Road ·
Slieu Lhost Quarry ·
Thirty-Third (33rd Milestone) ·
34e mijl:
Keppel Gate (Clarke's Corner) ·
Kate's Cottage (Shepherd's House) ·
34th Milestone ·
35e mijl:
Creg-ny-Baa (the Keppel Hotel) ·
Gob-ny-Geay (Sunny Orchard) ·
35th Milestone ·
36e mijl:
Brandish Corner (Telegraph Hill, O'Donnell's en Upper Hillberry Corner) ·
Hillberry Corner ·
36th Milestone ·
37e mijl:
Glen Dhoo Farm ·
Hillberry Road ·
Cronk-ny-Mona ·
Johnny Watterson's Lane ·
Signpost Corner ·
Bedstead Corner ·
The Nook ·
37th Milestone ·
38e mijl:
Bemahague ·
Governor's Bridge ·
Governor's Dip ·
Glencrutchery Road ·
38th Milestone